# Admonter Bartholomäus
Der Admonter Bartholomäus (Admont, Stiftsbibliothek, Codex 329) ist eine Medizinhandschrift aus dem 15. Jahrhundert, die in deutscher Sprache im Stift Admont überliefert ist. Die Handschrift vereinigt Rezepte, Arzneiwissen, Behandlungsmethoden für unterschiedlichste Gebrechen und Wirkungsweisen von Kräutern und Pflanzen in sich und ist Teil der Bartholomäus-Tradition, die von 1200 bis um 1400 die europäische Medizinliteratur prägte.

## Beschreibung der Handschrift
Die Papierhandschrift besteht aus 180 Blättern, ist 280 mm hoch und 220 mm breit und dem bairisch-österreichischen Dialekt zuzuordnen. Sie weist Foliierungen aus dem 16. und dem 19. oder 20. Jahrhundert auf – aufgrund der älteren Nummerierung konnte festgestellt werden, dass einige Blätter verloren gegangen sind. Durch die Neubindung und Restaurierung von E. Klee im Jahr 1965, der den damaligen roten Einband durch einen violetten Ledereinband ersetzt hat, kann die ursprüngliche Lagenzusammensetzung nicht mehr rekonstruiert werden. Der Codex weist Gebrauchsspuren wie Ausfransungen, Notizen, Wachsspuren und sogar Kritzeleien auf; vielleicht befand er sich längere Zeit in privatem Besitz. Auf dem Papier sind 3 verschiedene Wasserzeichen auszumachen. Der Text, der in der gotischen Kursive verfasst ist, gliedert sich in zwei Spalten und im Forschungsdiskurs wird von einem unbekannten Schreiber ausgegangen, der offenbar geübt war, da das Schriftbild sehr gleichmäßig scheint. Neue Sinneinheiten sind gekennzeichnet durch die Einleitung „Oder also“ in roter Schrift oder längere Überschriften. Ob die Rubrizierungen auch vom Schreiber stammen, ist unbekannt.

## Überlieferung
Der Codex gliedert sich in zwei Teile: Der erste besteht aus dem tatsächlichen Bartholomäus-Text; beim zweiten handelt es sich um einen medizinischen Text des Würzburger Arztes Ortolf von Baierland.

### Bartholomäus
Der früheste Bartholomäus-Text, der uns überliefert ist, stammt aus Kärnten und entstand vermutlich um 1200.  Es besteht Uneinigkeit darüber, aus welchen Vorlagen und Quellen die Bartholomäus-Texte entstanden sind – dies betrifft im Besonderen den Einfluss der Practica des Bartholomäus von Salerno, ein medizinisches Handbuch der Schule von Salerno, das um 1150 entstanden ist. Während Gundolf Keil und Walter Lawrence Wardale die Practica Bartholomaei als Quelle für den sogenannten deutschen Bartholomäus (auch deutscher Bartholomaeus) annehmen, ist Robert Priebsch der Ansicht, dass er damit nicht in Verbindung gebracht werden kann. Die Bartholomäus-Tradition wird von Streuüberlieferung gekennzeichnet, da kein ursprünglicher Text erhalten ist und große Varianz durch Umstellungen oder Ergänzungen besteht. Um 1300 führt er die deutsche Medizinliteratur an und wird erst ab dem 14. Jahrhundert nach und nach vom Arzneibuch des Ortolf von Baierland verdrängt, das ebenfalls im Codex 329 überliefert ist.
Die erste Erwähnung des Cod. 329 stammt von Sigismund Münich im Bibliothekskatalog des Stifts in Admont im Jahre 1728. Im Zuge der Edition des Bartholomäus-Textes aus dem Cod. 329 von Anna Maria Tesch im Jahr 2007 wurde eine detaillierte Beschreibung der Handschrift vorgenommen. Die Wirkung des Bartholomäus war enorm – die Überlieferung umfasst den gesamten deutschen Sprachraum und um die 200 Textzeugen; auch in zahlreiche andere europäische Sprachen wurde er übersetzt.

### Arzneibuch
Die handschriftliche Überlieferung des Arzneibuches setzt kurz nach 1300 ein und umfasst über 400 Jahre.  Das Buch soll ein umfassendes Lehrbuch für den fertig ausgebildeten „Wundarzt“ darstellen; dazu hat Ortolf von Baierland den Versuch unternommen, lateinisches Medizinwissen in die deutsche Sprache zu überführen und hat dabei übersetzt, ausgewählt und auch selbst eingegriffen.  Als Quellen dienten dafür einerseits Salerner Schriften, andererseits auch allgemeines Fachschrifttum. Man geht heute von ca. 400 Textzeugen aus, die durch Streuüberlieferung erhalten sind und bis 1500 vor allem aus dem bairisch-ostfränkischen Raum stammen.  Von 1472 bis 1658 gibt es zudem 8 Druckausgaben des Werkes und durch die enorme Wirkung des Arzneibuches kommt es auch zur Entstehung von „Pseudo-Ortolfica“.

### Rezeption
Im Rahmen des Projekts „Steirische Literaturpfade des Mittelalters“ wurde ein Pfad zum Admonter Bartholomäus in Admont eingerichtet, der im Jahr 2012 seine Eröffnung erlebte und über eine Strecke von 0,5 km einen Einblick in das Werk gibt. 2015 erschien zudem ein Sammelband mit dem Titel Literarische Verortungen, der Texte zu den verschiedenen Literaturpfadschauplätzen enthält. Im Buchteil, der sich Admont widmet, beschreibt Julian Schwarze die Arbeit eines Jungen, der sich in der Lehre des Meisters Bartholomäus befindet und streut dabei in der Erzählung immer wieder medizinische Rezepte und Behandlungsmethoden ein. Josef Hasitschka widmet sich der Heilpflanze Verbena (Eisenkraut) und deren Erwähnungen im Admonter Bartholomäus.

## Aufbau und Inhalt
Der Bartholomäus-Text erstreckt sich von Blatt 1r bis Blatt 36v und beginnt mit folgendem Incipit:
Hye hebt sich an das puech / Von der ercznei Magistri / Bartholomaei von allen / gueten dingen (et cetera) / DAs puech tichtet / ein Maister der / hies wartholome(us)
Hier wird darauf hingewiesen, dass der „Meister Bartholomäus“ eine griechische Vorlage ins Lateinische übersetzt habe; diese lateinische Übersetzung wurde wiederum ins Deutsche überführt – es bleibt aber im Dunklen, von wem. Es werden also Texte unter dem Namen des „Meister Bartholomäus“ gesammelt.
Diesem Incipit folgen im Bartholomäus-Text Ausführungen über den menschlichen Körper hinsichtlich Aufbau und Eigenschaften, wobei immer wieder auf die Humoralpathologie (Säftelehre) verwiesen wird. Auch die sogenannte „Dreckapotheke“, die heute durchaus auch wieder viel Gutes zu leisten vermag, spielt eine Rolle, wie hier aus einem Text zum Stillen von Wunden hervorgeht:
| welchen mensch(e)n das plu=       | Wenn einem Menschen das Blut             |
| et vast get aus der wund(e)n /    | stark aus einer Wunde rinnt              |
| --------------------------------- | ---------------------------------------- |
| Wild du das pluet v(er)stell(e)n  | Willst du das Blut stillen,              |
| So nym eines sweins mist /        | so nimm den Mist eines Schweines,        |
| das gras ess / vnd werm den       | das Gras isst und erwärme den            |
| mist vil vast / vnd leg den       | Mist stark und leg ihn                   |
| auf die stat / do das pluet aus=  | auf die Stelle, aus der das Blut heraus= |
| rinnet / So verstet es als pald / | rinnt. So versiegt es bald.              |
| Helff das nicht / So nym ver=     | Hilft das nicht, so nimm ver-            |
| prúnnen laim / vnd zerreib        | brannten Leim und zerreibe               |
| den in starchkem esseich / vnd    | diesen in kräftigem Essig und            |
| leg den vber die wunden           | tu das auf die Wunde.                    |

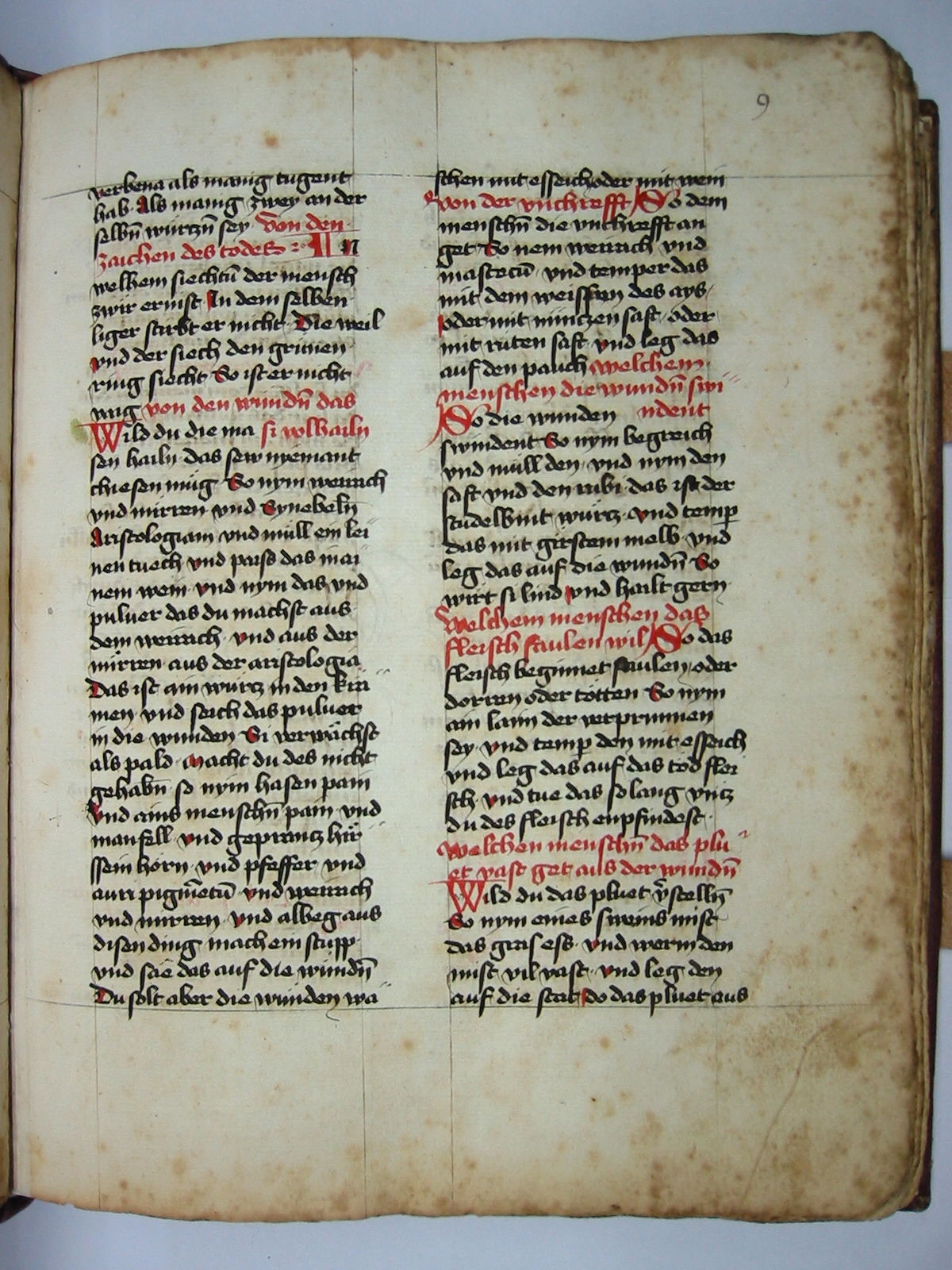
Folio 9r des Admonter Bartholomäus (Cod. 329)

Nach Texten zur Harndeutung bzw. Harnschau folgt der eigentliche Rezeptteil, der zum Großteil dem Prinzip „a capite ad calcem“ folgt, welches eine Gliederung der Inhalte von Kopf bis Fuß vorsieht. Zwischen der Beschreibung der Beschwerden von Mund, Nase, Ohren und Augen sind frauenheilkundliche Texte und Ausführungen über Gliederschmerzen und Magenprobleme eingestreut. Aufgrund dieser Anordnung kann man davon ausgehen, dass der Schreiber die Intention hatte, die Rezepte zu sammeln, und nicht, sie zu ordnen.
Daraufhin folgen Texte zu kosmetischen Problemen, gynäkologischen Themen, zur pränatalen Geschlechtsbestimmung und Wundheilung. Auch auf die Deutung von Todes- und Lebenszeichen wird eingegangen. Es lassen sich Beschreibungen von verschiedenen Fieberarten finden und auch Hinweise darauf, wie man Wein, der schal oder trüb ist, wieder bekömmlich macht. Es steht nicht nur die Heilung des Menschen im Mittelpunkt; denn auch auf das Pferd wird näher eingegangen, da Rossarznei im Mittelalter eine wichtige Rolle spielte. Dem nachgestellt sind Erläuterungen zum Aderlass und Herstellungsanleitungen von Salben, Pflastern und heilenden Tränken. Zuletzt wird wieder von Leiden unterschiedlicher Körperteile ausgegangen, die gegen Ende lediglich aufgezählt werden. Leitthemen, die im Allgemeinen ausgemacht werden können, sind zudem Magie und Mineralien. Auffallend beim Bartholomäus-Text sind die unterschiedlichen Beschreibungsarten, da einerseits von den Beschwerden ausgegangen wird, andererseits aber auch von den Pflanzen und Kräutern, die zur Heilung eingesetzt werden können.
Der Ortolf-Text wird vom Schreiber in Gottes Namen auf fol. 36va eingeleitet. Ortolf von Bailerland stellt sich zunächst als Kompilator und Würzburger Arzt vor und erläutert seine Intention, dass er zum Schreiben eines deutschen Arzneibuches unterschiedliche lateinische Quellen heranzieht. Es wird zunächst der Aufbau des Arzneibuches erklärt, dann folgen Ausführungen zur Elementenlehre und Beschreibungen des menschlichen Körpers. Danach wird auf die Prävention von Krankheiten und gesunde Ernährung eingegangen. Auch hier finden sich Texte zur Harndeutung, Beschreibungen des Blutkreislaufes und der Adern und Hinweise darauf, wie man erkennen kann, ob jemand krank ist oder dem Tode nahe. Der Aderlass spielt hier ebenfalls eine Rolle – es wird erläutert, wann und wo dieser vorgenommen werden sollte. Im Gesamten folgt der Text auch dem „a capite ad calcem“-Ordnungsprinzip. Von Bedeutung ist im Besonderen das Register, welches 5 Seiten umfasst und alphabetisch Kräuter und Pflanzen mit deutschen und lateinischen Bezeichnungen auflistet.
Der nächste Abschnitt führt Nachträge auf; danach folgt die Beschreibung von Krankheiten des Brustraumes, Erläuterungen zur Harnblase und Herstellung von heilenden Substanzen. Auch verschiedene Arten von Fieber und der Aderlass werden wieder erwähnt. Der nächste Teil beschäftigt sich speziell mit Frauenheilkunde. Der Admonter Bartholomäus endet auf fol. 177v. mit dem Wort „Amen“.